# Anostomus
Anostomus is een geslacht van straalvinnige vissen uit de familie van de kopstaanders (Anostomidae).

## Soorten
- Anostomus anostomus (Linnaeus, 1758) (Gestreepte kopstaander)
- Anostomus brevior Géry, 1961
- Anostomus longus Géry, 1961
- Anostomus ternetzi Fernández-Yépez, 1949
- Anostomus ucayalensis (Fowler, 1906)